# Gornji Grad (Eslovênia)
Gornji Grad é um município da Eslovênia. A sede do município fica na localidade de mesmo nome.